# Davian Clarke
Davian Dessaline Clarke (Saint Catherine, 30 april 1976) is een Jamaicaanse voormalige atleet, die was gespecialiseerd in de 400 m. Hij was ook succesvol op de estafette en won hiermee diverse medailles op internationale wedstrijden.

## Loopbaan
Clarke won een bronzen medaille op de 4 x 400 m estafette tijdens de Olympische Spelen van 1996. Hierna volgden nog vele estafette-medailles. Zijn eerste individuele medaille won hij in 2004 bij de wereldindoorkampioenschappen in Boedapest, waar hij tweede werd op de 400 m. Op ditzelfde toernooi behaalde hij tevens goud op de 4 x 400 m estafette.
Hij is de echtgenoot van atlete Lacena Golding-Clarke (OS 1996 + OS 2000 + OS 2004).

## Titels
- Wereldindoorkampioen 4 x 400 m - 2004
- Pan-Amerikaanse Spelen kampioen 4 x 400 m - 2003
- Jamaicaans kampioen 400 m - 1996

## Persoonlijke records
Outdoor
| Onderdeel | Prestatie | Datum            | Plaats  |
| --------- | --------- | ---------------- | ------- |
| 200 m     | 20,72     | 12 juni 1999     | Raleigh |
| 400 m     | 44,83     | 23 augustus 2004 | Athene  |

Indoor
| Onderdeel | Prestatie | Datum            | Plaats       |
| --------- | --------- | ---------------- | ------------ |
| 200 m     | 21,09 s   | 13 februari 1999 | Blacksburg   |
| 300 m     | 32,97 s   | 28 februari 2003 | Karlsruhe    |
| 400 m     | 45,86 s   | 14 maart 1998    | Indianapolis |

## Palmares

### 400 m
- 1999:  Centraal-Amerikaanse en Caribische kamp. - 45,49
- 2000: DNF OS (in ¼ fin. 45,06 s)
- 2004:  WK indoor - 45,92 s
- 2004: 6e OS - 44,83 s
- 2004: 7e Wereldatletiekfinale - 45,75 s
- 2006: 4e WK indoor - 45,93 s

### 4 x 400 m
- 1996:  OS - 2.59,42
- 1997:  WK - 2.56,75[1]
- 1999:  WK - 2.59,34
- 2001:  WK indoor - 3.05,45
- 2003:  WK indoor - 3.04,21
- 2003:  WK - 2.59,60
- 2003:  Pan-Amerikaanse Spelen - 3.01,81
- 2004:  WK indoor - 3.05,21
- 2005:  WK - 2.58,07
- 2006:  Gemenebestspelen - 3.01,94